# Молочный проток

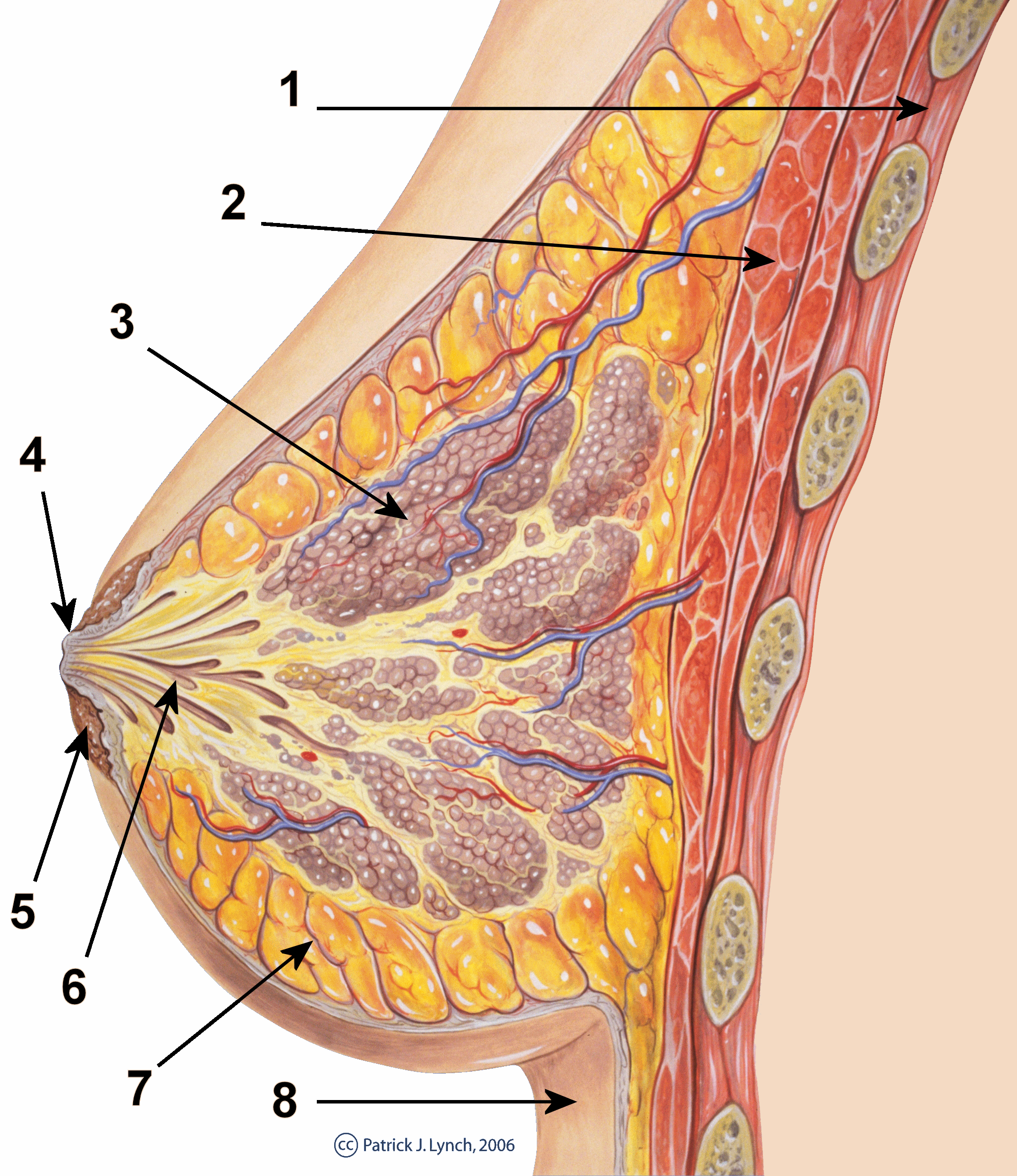
молочный проток под номером 6

Молочные протоки (лат. ducti lactiferi) идут от долек молочной железы к соску, оканчиваясь млечными порами. Диаметр молочных протоков от 1,7 до 2,3 мм. Некоторые молочные протоки сливаются между собой, поэтому количество молочных отверстий всегда меньше количества протоков (обычно их бывает от 8 до 15).

## Структура и функции

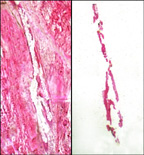
Эпителиальная клетка молочного протока, выделенная с помощью лазерной захватывающей микродиссекции.

Молочные протоки выстланы столбчатым эпителием, поддерживаемым миоэпителиальными клетками. Когда женщина не кормит, млечный проток часто блокируется кератиновой пробкой. Эта пробка помогает предотвратить попадание бактерий в проток у женщин, не кормящих грудью.
Столбчатый эпителий играет ключевую роль в балансировании выработки молока, застоя молока и его реабсорбции.

## Дисморфия молочного протока
Дисморфия молочного протока (ДМП) — это деформация или отклонение формы или размера молочного протока, отрицательно влияющее на поток молока.